# Niederhollabrunn

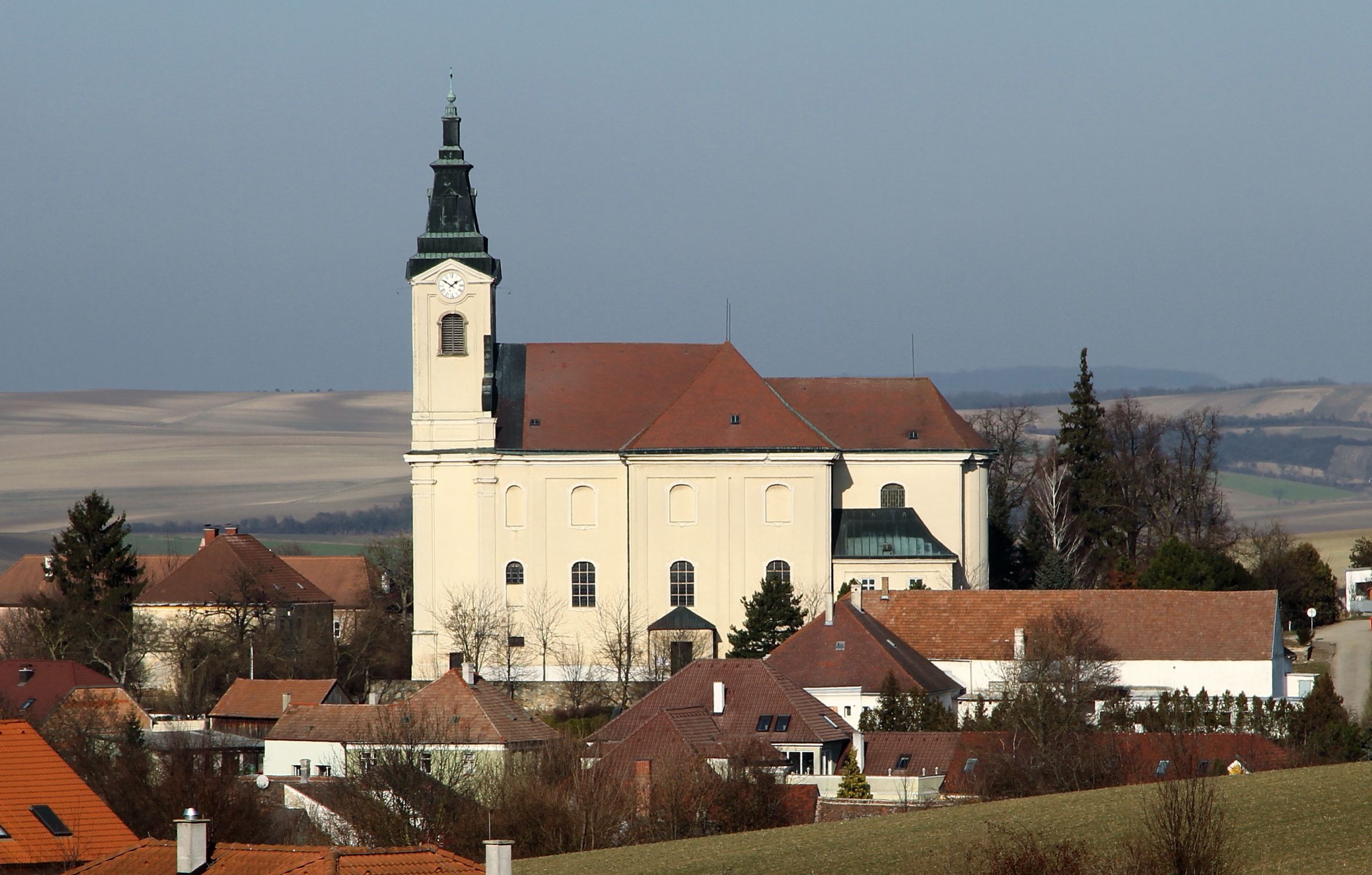

Niederhollabrunn là một thị trấn ở huyện Korneuburg thuộc bang Niederösterreich nước Áo. Đô thị Niederhollabrunn có diện tích 50,36 km², dân số năm 2001 là 1495 người.